# جوني غرينوود
جوني غرينوود (بالإنجليزية: Johnny Greenwood)‏ هو مغن مؤلف أسترالي، ولد في 29 يوليو 1939.

## وصلات خارجية
- جوني غرينوود على موقع IMDb (الإنجليزية)
- جوني غرينوود على موقع ميوزك برينز (الإنجليزية)

- الموقع الرسمي